# Silverstoneia minutissima
Silverstoneia minutissima é uma espécie de anfíbio anuro da família Dendrobatidae. Está presente na Colômbia. A UICN classificou-a como quase ameaçada.